# 波旁的瑪麗亞·伊莎貝爾 (1851年—1931年)
瑪麗亞·伊莎貝爾（西班牙語：María Isabel Francisca de Asís Cristina Francisca de Paula Dominga，1851年12月20日—1931年4月22日），西班牙女王伊莎贝拉二世的長女。
瑪麗亞·伊莎貝爾一出生即為阿斯圖里亞斯女親王（即西班牙王儲），直到弟弟阿方索於1857年出生為止。阿方索即位为西班牙国王以后，瑪麗亞·伊莎貝爾再次成為阿斯圖里亞斯女親王，直到姪女瑪麗亞·梅塞德斯的誕生。

## 生平
瑪麗亞·伊莎貝爾父母的婚姻並不愉快，伊莎貝拉二世在十六歲時就被迫與堂哥法蘭西斯科結婚。由於夫妻之間的不和諧，有傳言伊莎貝拉二世的子女親生父親另有他人。不論父親是誰，伊莎貝拉二世隨後為瑪麗亞·伊莎貝爾帶來一個弟弟和三個妹妹：阿方索、瑪麗亞·皮拉、瑪麗亞·德拉帕茲和歐拉麗亞。
在宮廷裡極保守派的說服之下，伊莎貝拉二世同意安排瑪麗亞·伊莎貝爾與兩西西里的加埃塔諾的婚事。加埃塔諾是兩西西里國王法蘭西斯科二世的弟弟，後者在意大利統一的過程中失去了王位。
瑪麗亞·伊莎貝爾與加埃塔諾於1868年結婚。兩人先後造訪羅馬和奧匈帝國，然而在回西班牙的途中，兩人得知了西班牙1868年革命的消息。瑪麗亞·伊莎貝爾在巴黎與被迫流亡的母親相見，隨後與加埃塔諾定居於瑞士。
1871年，已懷孕的瑪麗亞·伊莎貝爾不幸地流產了。革命與孩子流產等壞消息使原已患有癲癇的加埃塔諾極為憂鬱，最終在當年舉槍自殺。瑪麗亞·伊莎貝爾在丈夫死後搬到巴黎與母親同住，同時關注著妹妹們的教育。瑪麗亞·伊莎貝爾也經常到訪維也納探望弟弟阿方索，並商討王朝復辟事宜。
1874年底，阿方索被召回西班牙登基為王。隔年姐弟兩人回到西班牙，瑪麗亞·伊莎貝爾作為王位繼承人被封為阿斯圖里亞斯女親王。在弟弟的第一任妻子去世後，瑪麗亞·伊莎貝爾引薦奧地利的瑪麗亞·克里斯蒂娜作為阿方索的第二任妻子。
瑪麗亞·伊莎貝爾與弟弟的感情相當要好，因此當阿方索於1885年去世時，瑪麗亞·伊莎貝爾非常地難過。她與瑪麗亞·克里斯蒂娜共同照顧阿方索的孩子們；對他們來說，瑪麗亞·伊莎貝爾如同第二個母親。
瑪麗亞·伊莎貝爾在西班牙非常受歡迎，西班牙海軍有一艘軍艦即以她命名。1931年阿方索十三世退位後，她跟著離開了西班牙。幾天後瑪麗亞·伊莎貝爾在巴黎去世，享年79歲。